# دل ماسون
دل ماسون (بالإنجليزية: Del Mason)‏ هو لاعب كرة قاعدة أمريكي، ولد في 29 أكتوبر 1883 في نيوفان في الولايات المتحدة، وتوفي في 31 ديسمبر 1962 في وينتر بارك، فلوريدا في الولايات المتحدة.